# شانتال ۱۷۰۷
سیارک ۱۷۰۷ (به انگلیسی: 1707 Chantal، نامگذاری:1932RL) هزار و هفتصد و هفتمین سیارک کشف شده‌است که در ۸ سپتامبر ۱۹۳۲ کشف شد.
قدر مطلق سیارک برابر ۱۲٫۵۴ است.